# George DiCarlo
George DiCarlo (* 13. Juli 1963 in Saint Petersburg, Florida) ist ein ehemaliger US-amerikanischer Schwimmer.
Er gewann bei den Olympischen Spielen 1984 in Los Angeles Gold über 400 m und Silber über 1500 m Freistil. Bei seinem Olympiasieg profitierte er davon, dass sich der Deutsche Thomas Fahrner nicht für den Endlauf qualifizierte. Fahrner schwamm dann aber im B-Finale schneller als DiCarlo bei seinem Olympiasieg.